# Paul Jr. Designs
Paul Jr. Designs (PJD) je americká firma, která se specializuje na výrobu chopperů, ale i na prodej značkového oblečení. Firmu založil v roce 2010 Paul Teutul Jr.. Firma sídlí v Rock Tavern ve státě New York. Jejím vlastníkem je zakladatel firmy Paul Teutul Jr.
Televizní stanice Discovery Channel (v Česku Prima Cool) uváděla sérii televizních programů s názvem „Americký chopper“, ve kterých představila proces stavby tematicky zaměřených motocyklů v Orange County Choppers a Paul Jr. Designs.